# (26989) 1997 WO7
1997 دابليو أو 7 (ويعرف أيضًا باسم (26989) 1997 دابليو أو 7 وفق تسمية الكوكب الصغير) (بالإنجليزية: 1997 WO7)‏ هو كويكب ضمن حزام الكويكبات؛ وترتيبه 26989 من حيث الاكتشاف.
اكتُشف هذا الجُرم الفلكي بواسطة تاكيشي أوراتا ‏ في 19 نوفمبر 1997.

## وصلات خارجية
- (26989) 1997 WO7 في قاعدة بيانات مختبر الدفع النفاث لأجرام النظام الشمسي الصغيرة

- الاكتشاف · مخطط المدار ·  العناصر المدارية · المعلمات المادية

- (26989) 1997 WO7 على موقع ويكي سكاي: DSS2, SDSS, GALEX, IRAS, Hydrogen α, X-Ray, Astrophoto, Sky Map, Articles and images